# Resolució 177 del Consell de Seguretat de les Nacions Unides
La Resolució 177 del Consell de Seguretat de les Nacions Unides, aprovada per unanimitat el 15 d'octubre de 1962, després d'examinar l'aplicació d'Uganda per a ser membre de les Nacions Unides, el Consell va recomanar a l'Assemblea general que Uganda fos admesa.